# بوب مارتن (لاعب كرة قدم أمريكية)
بوب مارتن (بالإنجليزية: Bob Martin)‏ هو لاعب كرة قدم أمريكية أمريكي، ولد في 14 نوفمبر 1953 في ديفيد سيتي في الولايات المتحدة.

## وصلات خارجية
- بوب مارتن على موقع مرجع كرة القدم المحترفة.كوم (الإنجليزية)
- بوب مارتن على موقع JustSportsStats.com (الإنجليزية)